# Incidente de 28 de fevereiro

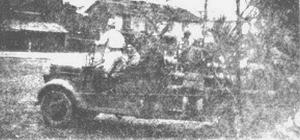
Soldados armados vistos em Tainan pelo Dr. M. Ottsen, que serviu para as Nações Unidas

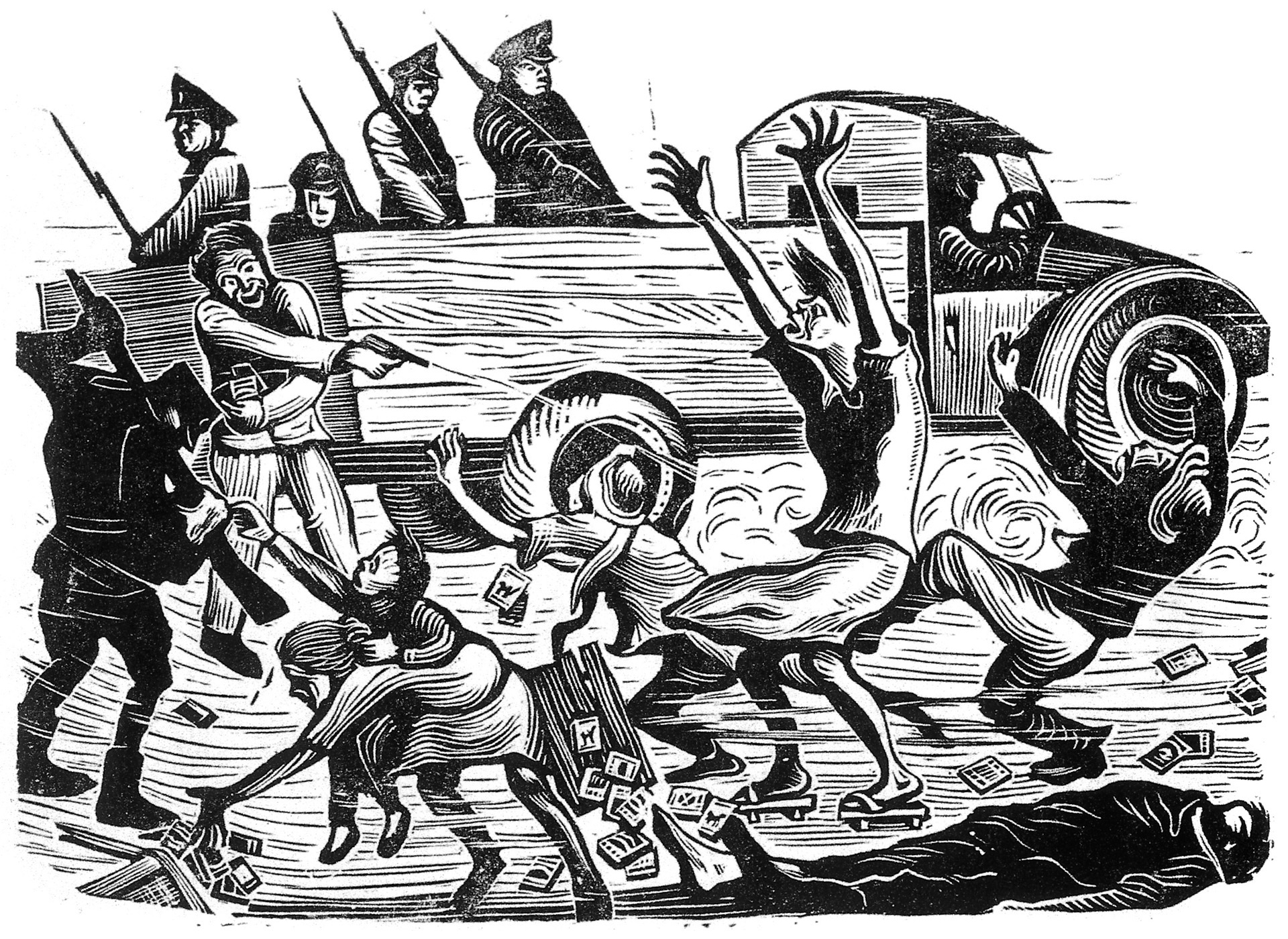
Xilogravura A terrível inspeção, de Huang Rong-can

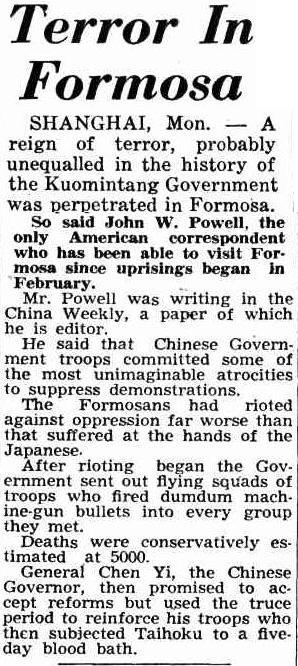
"Terror In Formosa", reportagem do The Daily News de Perth que relatou a situação em março

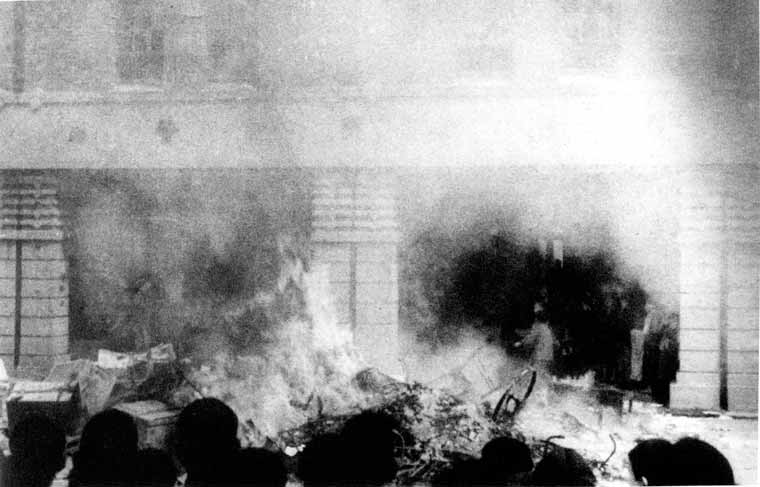
Moradores furiosos invadem a delegacia de polícia de Yidingmu, em Taipé, em 28 de fevereiro de 1947

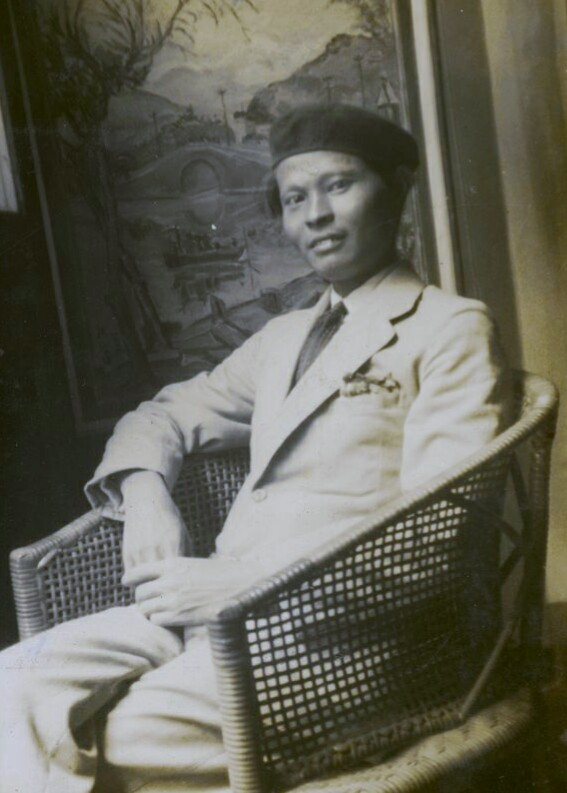
O pintor e professor Chen Cheng-po, que foi morto em Chiayi

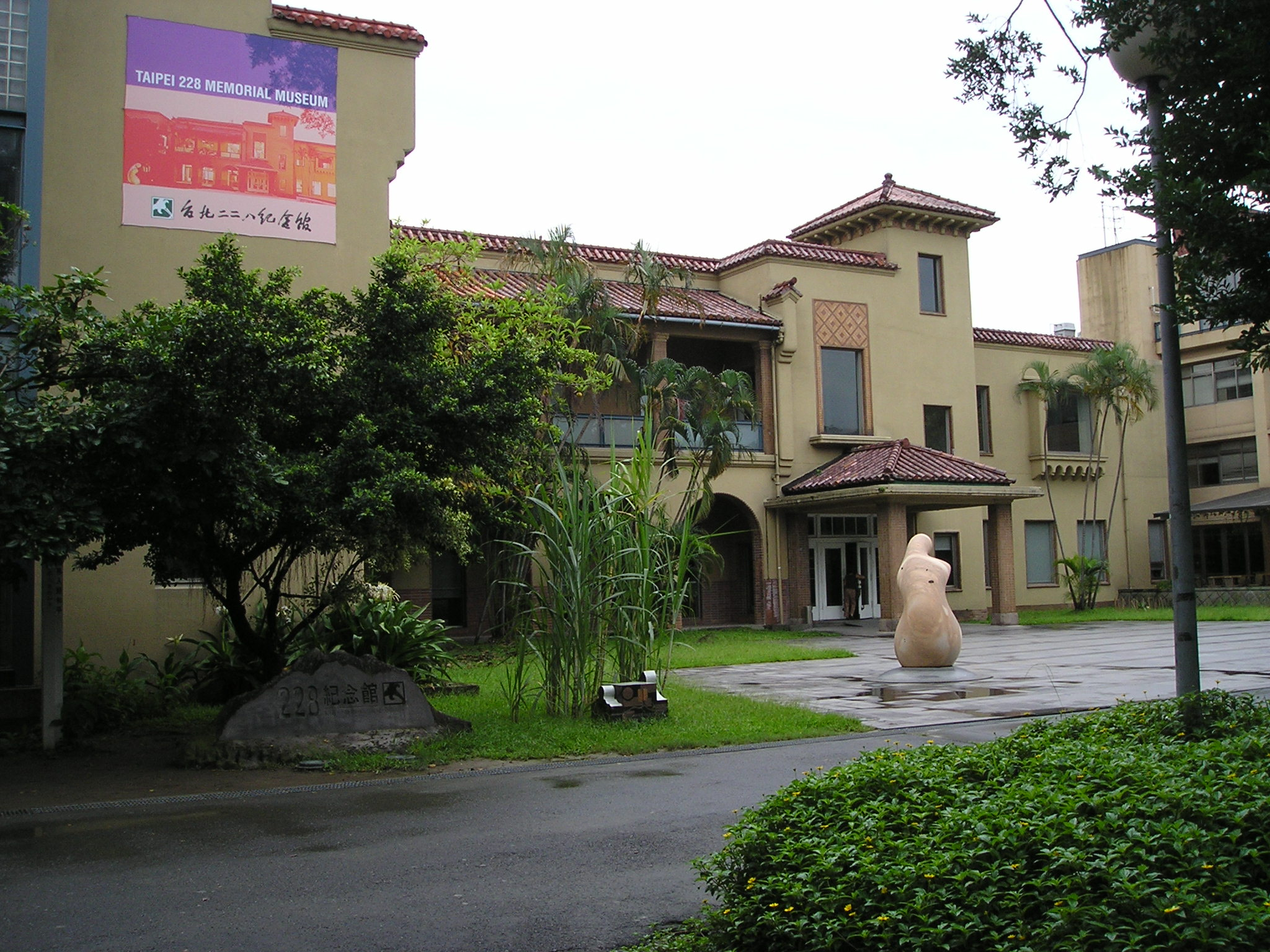
Hoje, o Museu Memorial 228 em Taipé fica em uma antiga estação de transmissão que teve um papel importante no incidente.

O incidente de 28 de fevereiro, também processado como o massacre de 28 de fevereiro, incidente 228 ou massacre 228 (chinês tradicional: 二二八事件, pinyin: Èr’èrbā shìjiàn), foi um levante anti-governo em Taiwan, que foi violentamente reprimida pelo governo da República da China liderado pelo Kuomintang (KMT), causando a morte de milhares de civis a partir de 28 de fevereiro de 1947, durante a Guerra Civil Chinesa. O número de mortes no incidente foi estimado entre 5 000 e 28 000. O massacre marcou o início do Terror Branco, no qual dezenas de milhares de outros taiwaneses desapareceram, morreram ou foram presos. O incidente é um dos eventos mais importantes da história moderna de Taiwan e foi um ímpeto crítico para o movimento de independência de Taiwan.
Em 1945, após a rendição do Japão no final da Segunda Guerra Mundial, os Aliados entregaram o controle administrativo de Taiwan à República da China, encerrando assim 50 anos de domínio colonial japonês. Os habitantes locais ficaram ressentidos com o que consideravam uma conduta arrogante e frequentemente corrupta por parte das autoridades do Kuomintang, incluindo confisco arbitrário de propriedade privada, má gestão econômica e exclusão da participação política. O ponto crítico veio em 27 de fevereiro de 1947, em Taipé, quando agentes do Escritório de Monopólio do Estado agrediram uma viúva taiwanesa suspeita de vender cigarros contrabandeados. Um oficial então atirou em uma multidão de espectadores furiosos, atingindo um homem que morreu no dia seguinte. Soldados dispararam contra manifestantes no dia seguinte, após o qual uma estação de rádio foi capturada por manifestantes e a notícia da revolta foi transmitida para toda a ilha. À medida que o levante se espalhava, o governador Chen Yi, instalado pelo KMT, pediu reforços militares, e o levante foi violentamente reprimido pelo Exército Nacional Revolucionário. Nos 38 anos seguintes, a ilha foi colocada sob lei marcial em um período que seria conhecido como Terror Branco. 

Durante o Terror Branco, o Kuomintang perseguiu supostos dissidentes políticos, e o incidente foi considerado tabu demais para ser discutido. O presidente Lee Teng-hui tornou-se o primeiro presidente a discutir o incidente publicamente, em seu aniversário em 1995. O evento agora é discutido abertamente e os detalhes do evento se tornaram objeto de investigação governamental e acadêmica. 28 de fevereiro é agora um feriado oficial chamado Dia Memorial da Paz, no qual o presidente de Taiwan se reúne com outras autoridades para tocar um sino comemorativo em memória das vítimas. Monumentos e parques memoriais para as vítimas de 28 de fevereiro foram erguidos em várias cidades de Taiwan. O Novo Parque de Taipé foi renomeado como Parque Memorial da Paz 228, e o Museu Memorial 228 foi inaugurado em 28 de fevereiro de 1997. O Museu de História de Kaohsiung também tem uma exposição permanente detalhando os eventos do incidente na cidade. Em 2019, a Comissão de Justiça de Transição do governo taiwanês absolveu 1 270 pessoas que haviam sido condenadas na sequência do massacre.